# Wiar (Fluss)
Der Wiar (ukrainisch: Wihor/Вігор) ist ein rechter Zufluss des San.

## Geografie
Der Fluss entspringt beim Dorf Jureczkowa (Gemeinde Ustrzyki Dolne) im Landschaftsschutzpark Park krajobrazowy Gór Słonnych (in der Gebirgsgruppe des Sanok-Turkaer Gebirges), fließt zunächst nach Nordwesten, dann nach Osten, wendet sich schließlich nach Norden und mündet nach einem Lauf von rund 70,4 km (davon 11,3 km in der Ukraine) Länge bei Przemyśl in den San. Er verläuft in einem Teil seines Mittellaufs bei Nyschankowytschi (Нижанковичі) auf dem Gebiet der Ukraine, sonst in der Woiwodschaft Karpatenvorland in Polen. 
Das Einzugsgebiet wird mit 798,2 km² angegeben.